# Paul Feine
Paul Feine, född 1859, död 1933, var en tysk teolog.
Feine var från 1910 professor i Nya Testamentets exegetik i Halle. Hans läroböcker i Nya Testamentets inledning och bibelteologi, Theologie des Neuen Testaments (1910, 4:e upplagan 1913) och Einleitung in das Neue Testament (1913, 5:e upplagan 1930) fick en ofantlig spridning. Vetenskapligt företrädde han en smidig men mindre vederhäftig apologetik gentemot den kritiska bibelforskningen. Hans främsta verk är Der Apostel Paulus (1927).